# Agardiffusionstest

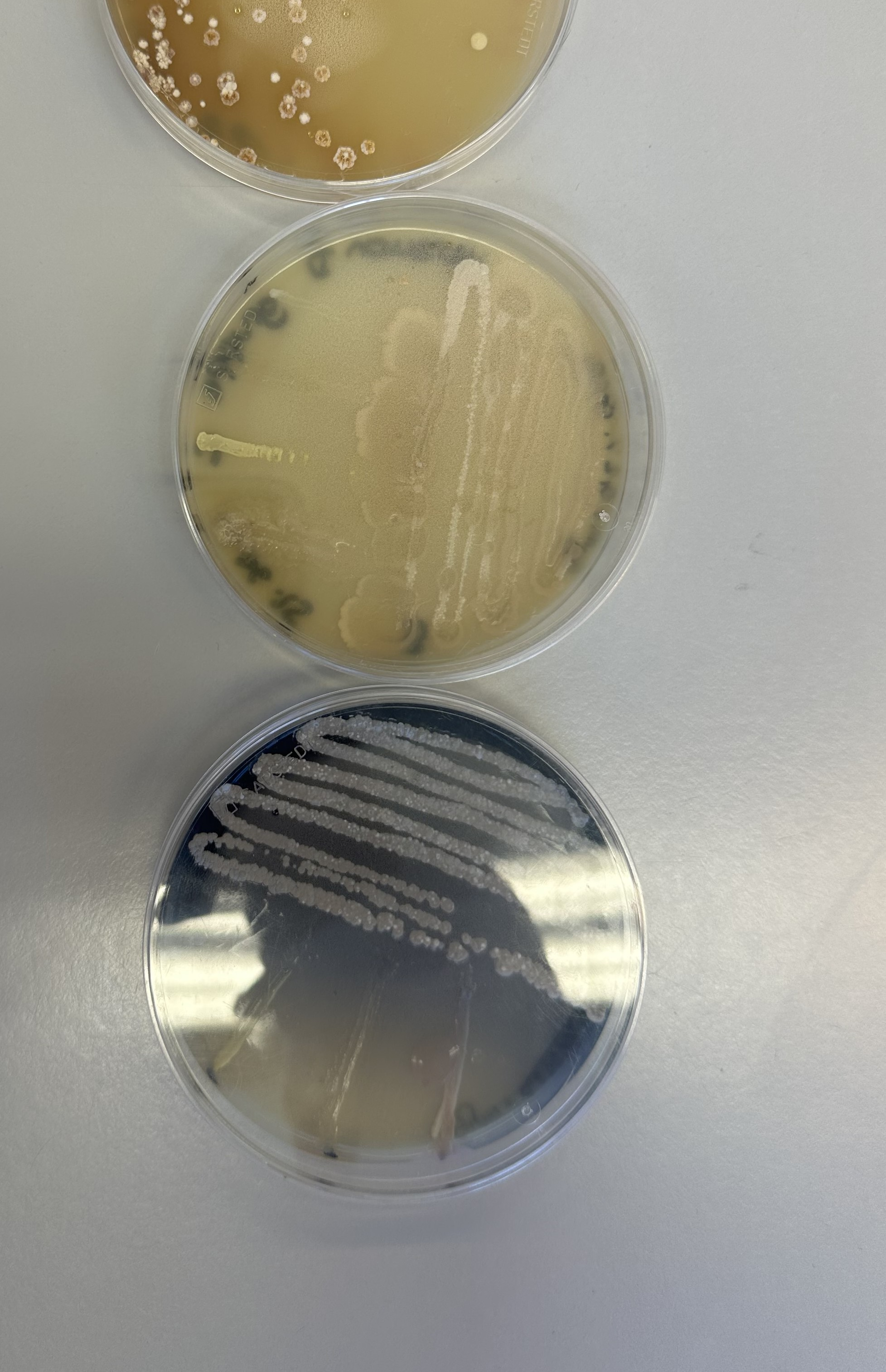
Verschiedene Streptomyceten, getestet auf antibiotische Wirkung gegen (von links nach rechts) S.Cerevisiae, E.Coli, M.Luteus und B.Subtilis

Agardiffusionstest ist ein Oberbegriff für immunologische und mikrobiologische Verfahren, bei denen sich die zu untersuchenden biologische Reagenzien in einem Agarmedium durch Diffusion ausbreiten.
- Bei der Untersuchung von Antigenen mit Antikörpern wird der Immundiffusionstest angewendet (siehe auch Immunelektrophorese).
- Bei der Untersuchung von auf  Mikroorganismen wachstumshemmend  (Hemmstoffe wie Antibiotika) oder wachstumsfördernd (Vitamine, Aminosäuren) wirkenden Verbindungen findet der Plattendiffusionstest Anwendung. Eine Spezialanwendung des Plattendiffusionstests ist der Hemmhoftest.